# Tert-Butylsulfinamid
tert-Butylsulfinamid, auch Ellmans Sulfinamid, ist eine organische Verbindung aus der Klasse der Sulfinsäureamide. Da das Schwefelatom eine tetraedrische Umgebung besitzt, ist die Substanz chiral. Beide Enantiomere sind kommerziell verfügbar und werden als Auxiliar eingesetzt. Die enantiomerenreine Synthese und Anwendung in asymmetrischen Reaktionen wurde im Wesentlichen durch Jonathan Ellman entwickelt.

## Gewinnung und Darstellung

### Synthese des Racemats
Für die Synthese von racemischem tert-Butylsulfinamid wird vor allem ein von Horst Prinzbach entwickeltes Verfahren verwendet. Dieses geht von tert-Butyldisulfid, einem billigen Nebenprodukt aus der Erdölproduktion aus. Das Disulfid wird mit Wasserstoffperoxid oxidiert und anschließend mit Chlorgas zum tert-Butylsulfinylchlorid umgesetzt. Das Chlorid kann mit Lithiumamid in das tert-Butylsulfinamid überführt werden.

racemische Synthese nach Prinzbach

### Enantioselektive Synthese
Für die großtechnische enantioselektive Synthese des tert-Butylsulfinamid werden im Wesentlichen zwei Verfahren genutzt. Das erste Verfahren stellt eine Variation der racemischen Synthese dar. Dabei kommt neben Wasserstoffperoxid auch Vanadylacetylacetonat als Katalysator zum Einsatz. Um die chirale Information in das Oxidationsprodukt zu bringen, muss außerdem ein chiraler Ligand eingesetzt werden. Dieser leitet sich vom cis-1-Amino-2-indanol ab, welches in eine Schiffsche Base überführt wird. Durch eine Aufarbeitung mit Chloressigsäure kann das als Nebenprodukt anfallende 2-Methyl-2-propanthiol abgefangen werden, welches ansonsten zu stark riechenden Verunreinigungen im Produkt führen würde.

enantioselektive Synthese mit chiralem Ligand
Neben chiralen Liganden können auch Cyclohexanonmonooxigenase, Bovines Serumalbumin, oder von Fruktose abgeleitete Ketone zur enantioselektiven Oxidation genutzt werden.
Ein weiteres großtechnisches Verfahren geht von N-Tosylnorephedrin als Auxiliar aus. Dieses wird mit Sulfurylchlorid cyclisiert und mit tert-Butylmagnesiumbromid umgesetzt. Mit Lithiumamid wird das enantiomerenreine Produkt erhalten und das Auxiliar kann in guter Ausbeute zurückgewonnen werden.

enantioselektive Synthese mit chiralem Auxiliar

## Verwendung
tert-Butylsulfinamid wird vorwiegend als enantiomerenreine Substanz eingesetzt. So können durch Kondensation Aldimine und Ketimine erzeugt werden, die ebenfalls enantiomerenrein sind. Für diesen Kondensationsschritt können verschiedene Katalysatoren eingesetzt werden, wie z. B. Titantetraethanolat, Magnesiumsulfat oder Kupfersulfat mit Pyridinium-para-toluolsulfonat. So erzeugte Imine können mit metallorganischen Reagenzien, wie Grignard-Verbindungen oder Organolithiumverbindungen, in diastereoselektiven Reaktionen weiter reagieren. Durch Abspalten des Sulfins entstehen chirale Amine.

enantioselektive Synthese einer Cetirizin-Vorstufe nach Senanayake
Im Additionsschritt können verschiedene Diastereoselektivitäten erreicht werden. So liefern die Addition von Grignard-Verbindungen und Lithiumorganylen unterschiedliche Diastereomere.
Darüber hinaus können die chiralen Ketimine auch reduziert werden, je nach eingesetztem Reduktionsmittel wird auch hier unterschiedliche Diastereoselektivität erreicht. So kann das Diastereomerenverhältnis dr von 99:1 beim Einsatz von DIBALH auf 1:99 beim Einsatz von L-Selektrid verschoben werden.

verschiedene Selektivitäten bei der Reduktion von enantiomerenreinen Ketiminen